# 马尼-库尔
马尼-库尔（法語：Magny-Cours，法語發音：[maɲi kuʁ]）是法国涅夫勒省的一个市镇，属于讷韦尔区。该市镇于1830年由原市镇马尼（Magny）和库尔苏马尼（Cours-sous-Magny）合并而成。

## 地理
马尼-库尔（46°53'4"N, 3°9'0"E）面积31.87 平方千米，位于法国勃艮第-弗朗什-孔泰大區涅夫勒省，该省份为法国中部省份，北至约讷省，西北接卢瓦雷省，西接谢尔省，南至阿列省，东南接索恩-卢瓦尔省，东临科多尔省。
与马尼-库尔接壤的市镇（或旧市镇、城区）包括：沙吕、舍沃农、阿列河畔马尔斯、桑凯兹-莫斯、圣帕里兹勒沙泰勒、卢瓦尔河畔塞尔穆瓦斯。
马尼-库尔的时区为UTC+01:00、UTC+02:00（夏令时）。

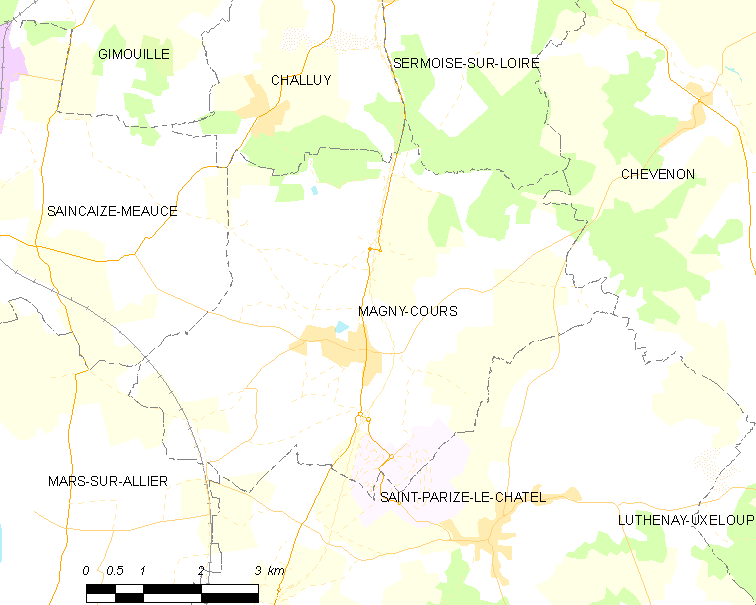
马尼-库尔的OSM定位图

## 行政
马尼-库尔的邮政编码为58470，INSEE市镇编码为58152。

## 政治
马尼-库尔所属的省级选区为讷韦尔第二县。

## 人口

1962-2008年间马尼-库尔人口变化图示

马尼-库尔于2022年1月1日时的人口数量为1417人。